# 心部
心部（しんぶ）は、漢字を部首により分類したグループの一つ。
康熙字典214部首では61番目に置かれる（4画の最初。卯集の最初）。

## 概要

心臓

「心」の字はヒトの心臓に象る。古代では心臓が精神を司る器官と考えられていたため物理的な心臓と精神的な心との両方を意味した。
偏旁の意符としては感情や思考といった心の働きやそれが外に現れた表情、人を規定する性格といったものに関わることを示す。
なお、その字形は左の偏にあるときは「忄（りっしんべん）」に変形し、また下部でも「㣺（恭の下、したごころ）」に変形することがある。
心部は以上のような意符を構成要素とする漢字および「心」の形を筆画に持つ漢字を収める。

## 部首の通称
- 日本：
  - こころ
  - りっしんべん
  - したごころ
- 中国：心字底・竪心旁
- 韓国：마음심부（maeum sim bu、こころの心部）・심방변（sim bang byeon、心の偏）・밑마음심（maeum sim、脚の心）
- 英米：Radical heart

## 部首字

金文
大篆
小篆

心
- 広韻 - 息林切、侵韻
- 詩韻 - 侵韻、平声
- 三十六字母 - 心母
- 日本語 - 音：シン（シム）（漢音・呉音） 訓：こころ
- 中国語 - ピンイン：xīn 注音：ㄒㄧㄣ ウェード式：hsin 1
- 朝鮮語 - 訓音：마음（maeum、こころ） 심(sim)

## 例字
- 心
  - 志・忘・忌・忽・忠・念・怨・急（急）・思・怠・怒・恩・惠（恵）・恥・息・患・悠・悲・惑・惡（悪）・愛・意・感・愚・慈・愁・想・態・慰・慶・憂・慮・憩・憲・懇・應（応）・懲・懸・戀（恋）
- 忄
  - 忙・快・怪・性・怖・悔（悔）・恆（恒）・恨・悦・悟・悒・情（情）・惜・悼・惱（悩）・慘（惨）・慌・愉（愉）・愼（慎）・慣・慢・慨（慨）・憎（憎）・憤・憶・憾・懷（懐）
- 㣺
  - 恭・慕
- 必